# Église Saint-Jacques-et-Saint-Philippe de Lentilles
L'église Saint-Jacques-et-Saint-Philippe est une église située à Lentilles, en France. C'est l'une des églises à pans de bois du Pays du Der.

## Localisation
L'église est située sur la commune de Lentilles, dans le département français de l'Aube.

## Historique
L'édifice, une bâtisse en pan-de-bois, est érigé au seizième siècle.
Il est classé au titre des monuments historiques en 1933.